# 巴南巴省

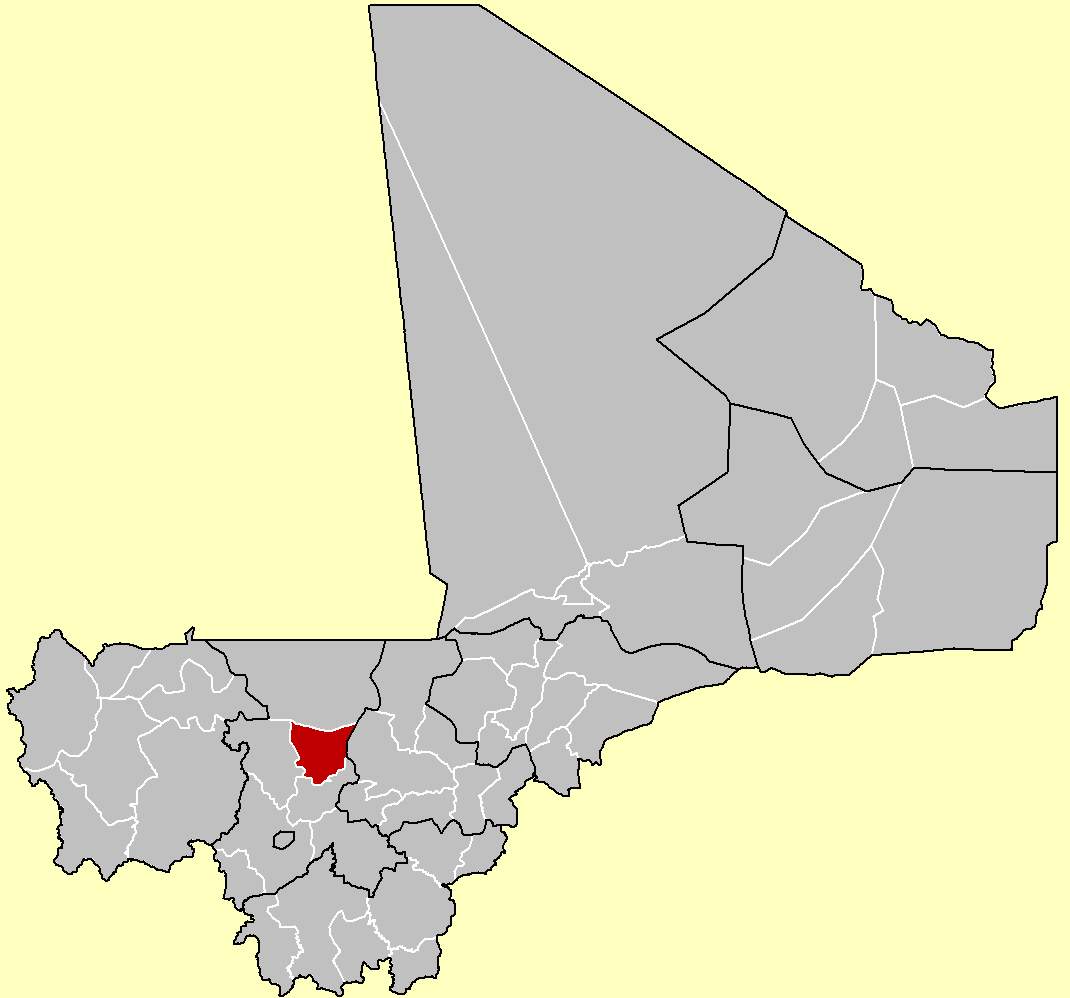

巴南巴省（法語：Cercle de Banamba），是馬里的省份，位於該國西部，由庫利科羅區負責管轄，首府設於巴南巴，面積7,500平方公里，2009年人口190,235，人口密度每平方公里25人。